# Coupe de Russie 2007
Navigation
Édition précédente Édition suivante
La Coupe de Russie est une compétition internationale de patinage artistique qui se déroule en Russie au cours de l'automne. Elle accueille des patineurs amateurs de niveau senior dans quatre catégories: simple messieurs, simple dames, couple artistique et danse sur glace.
La douzième Coupe de Russie est organisée du 22 au 25 novembre 2007 à la Megasport Arena de Moscou. Elle est la cinquième compétition du Grand Prix ISU senior de la saison 2007/2008.

## Résultats

### Messieurs
| Rang | Nom                  | Pays       | Points | Programme court | Programme court | Programme libre | Programme libre |
| ---- | -------------------- | ---------- | ------ | --------------- | --------------- | --------------- | --------------- |
| 1    | Johnny Weir          | États-Unis | 229.96 | 2               | 80.15           | 1               | 149.81          |
| 2    | Stéphane Lambiel     | Suisse     | 218.84 | 1               | 80.49           | 2               | 138.35          |
| 3    | Andrei Griazev       | Russie     | 206.13 | 3               | 70.95           | 5               | 135.18          |
| 4    | Jeffrey Buttle       | Canada     | 201.77 | 6               | 65.16           | 3               | 136.61          |
| 5    | Takahiko Kozuka      | Japon      | 199.98 | 7               | 64.65           | 4               | 135.33          |
| 6    | Yannick Ponsero      | France     | 189.76 | 4               | 67.93           | 9               | 121.83          |
| 7    | Alexander Uspenski   | Russie     | 189.17 | 8               | 63.74           | 7               | 125.43          |
| 8    | Kevin Reynolds       | Canada     | 186.69 | 11              | 59.46           | 6               | 127.23          |
| 9    | Andrei Lutai         | Russie     | 185.35 | 5               | 65.55           | 10              | 119.80          |
| 10   | Kristoffer Berntsson | Suède      | 182.46 | 10              | 60.08           | 8               | 122.38          |
| 11   | Xu Ming              | Chine      | 159.01 | 12              | 55.99           | 11              | 103.02          |
| 12   | Gregor Urbas         | Slovénie   | 155.62 | 9               | 62.90           | 12              | 92.72           |

### Dames

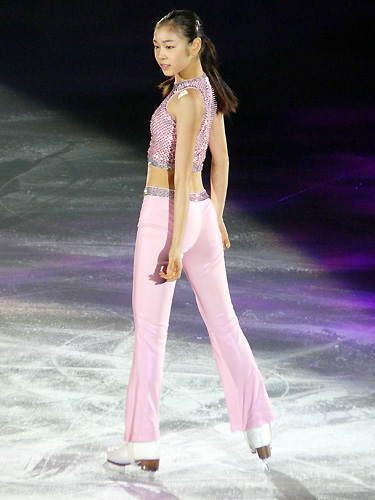
La médaillée d'or Kim Yuna

| Rang | Nom               | Pays         | Points | Programme court | Programme court | Programme libre | Programme libre |
| ---- | ----------------- | ------------ | ------ | --------------- | --------------- | --------------- | --------------- |
| 1    | Kim Yuna          | Corée du Sud | 197.20 | 1               | 63.50           | 1               | 133.70          |
| 2    | Yukari Nakano     | Japon        | 172.77 | 2               | 60.50           | 3               | 112.27          |
| 3    | Joannie Rochette  | Canada       | 169.91 | 5               | 50.56           | 2               | 119.35          |
| 4    | Kiira Korpi       | Finlande     | 154.26 | 3               | 58.22           | 4               | 96.04           |
| 5    | Fumie Suguri      | Japon        | 148.15 | 4               | 56.18           | 6               | 91.97           |
| 6    | Nina Petushkova   | Russie       | 138.79 | 9               | 44.70           | 5               | 94.09           |
| 7    | Júlia Sebestyén   | Hongrie      | 134.98 | 8               | 44.76           | 7               | 90.22           |
| 8    | Beatrisa Liang    | États-Unis   | 134.60 | 7               | 46.30           | 8               | 88.30           |
| 9    | Liu Yan           | Chine        | 126.14 | 10              | 38.40           | 9               | 87.74           |
| 10   | Katarina Gerboldt | Russie       | 121.10 | 6               | 48.02           | 10              | 73.08           |
| 11   | Kristin Wieczorek | Allemagne    | 109.61 | 11              | 37.38           | 11              | 72.23           |
| 12   | Arina Martinova   | Russie       | 101.43 | 12              | 34.48           | 12              | 66.95           |

### Couples
| Rang | Nom                                           | Pays      | Points | Programme court | Programme court | Programme libre | Programme libre |
| ---- | --------------------------------------------- | --------- | ------ | --------------- | --------------- | --------------- | --------------- |
| 1    | Zhang Dan / Zhang Hao                         | Chine     | 192.68 | 1               | 69.96           | 1               | 122.72          |
| 2    | Aljona Savchenko / Robin Szolkowy             | Allemagne | 185.95 | 2               | 66.78           | 2               | 119.17          |
| 3    | Yuko Kavaguti / Alexandre Smirnov             | Russie    | 181.71 | 4               | 62.94           | 3               | 118.77          |
| 4    | Maria Mukhortova / Maksim Trankov             | Russie    | 179.82 | 3               | 63.10           | 4               | 116.72          |
| 5    | Ksenia Krasilnikova / Konstantin Bezmaternikh | Russie    | 149.44 | 5               | 53.96           | 5               | 95.48           |
| 6    | Adeline Canac / Maximin Coia                  | France    | 132.25 | 6               | 46.82           | 6               | 85.43           |
| 7    | Maria Sergejeva / Ilja Glebov                 | Estonie   | 130.21 | 7               | 45.40           | 7               | 84.81           |
| 8    | Laura Magitteri / Ondřej Hotárek              | Italie    | 121.54 | 8               | 40.48           | 8               | 81.06           |

### Danse sur glace
| Rang | Nom                                          | Pays               | Points | Danse imposée | Danse imposée | Danse originale | Danse originale | Danse libre | Danse libre |
| ---- | -------------------------------------------- | ------------------ | ------ | ------------- | ------------- | --------------- | --------------- | ----------- | ----------- |
| 1    | Oksana Domnina / Maksim Chabaline            | Russie             | 205.24 | 1             | 40.05         | 1               | 63.20           | 1           | 101.99      |
| 2    | Nathalie Péchalat / Fabian Bourzat           | France             | 184.38 | 2             | 34.87         | 2               | 58.03           | 2           | 91.48       |
| 3    | Anna Zadorozhniuk / Sergei Verbillo          | Ukraine            | 161.64 | 5             | 29.28         | 5               | 50.76           | 4           | 81.60       |
| 4    | Ekaterina Bobrova / Dmitri Soloviev          | Russie             | 161.51 | 3             | 30.22         | 3               | 52.44           | 6           | 78.85       |
| 5    | Katherine Copely / Deividas Stagniūnas       | Lituanie           | 161.36 | 6             | 27.68         | 4               | 50.83           | 3           | 82.85       |
| 6    | Anastasia Grebenkina / Vazgen Azroyan        | Arménie            | 160.72 | 4             | 30.04         | 6               | 49.33           | 5           | 81.35       |
| 7    | Ekaterina Rubleva / Ivan Shefer              | Russie             | 151.13 | 8             | 26.70         | 7               | 47.70           | 7           | 76.73       |
| 8    | Nelli Zhiganshina / Alexander Gazsi          | Allemagne          | 143.69 | 7             | 27.08         | 8               | 45.73           | 9           | 70.88       |
| 9    | Kamila Hájková / David Vincour               | République tchèque | 139.14 | 9             | 23.35         | 9               | 44.50           | 8           | 71.29       |
| 10   | Lynn Kriengkrairut / Logan Giulietti-Schmitt | États-Unis         | 131.82 | 10            | 22.03         | 10              | 41.30           | 10          | 68.49       |

## Sources
- Résultats de la Coupe de Russie 2007 sur le site de l'ISU
- Patinage Magazine N°110 (Décembre 2007-Janvier 2008)